# دختر باهوش
دختر باهوش (Die Kluge. Die Geschichte von dem König und der klugen Frau) همچنین با نام کامل دختر باهوش؛ داستان پادشاه و دختر باهوش اپرایی است از کارل ارف. نخستین اجرای این اثر به تاریخ ۲۰ فوریه ۱۹۴۳ و در فرانکفورت آلمان می‌باشد. این اپرا بر اساس قصه‌های برادران گریم و داستان دختر کشاورز خردمند نوشته شده‌است.
شد. این اثر که ارف آن را اپرای افسانه‌ای (Märchenoper) نامیده، بر اساس داستان دختر کشاورز خردمند از قصه‌های برادران گریمنوشته شده است.

### ساختار و ویژگی‌های موسیقایی
این اپرا با ترکیب عناصر موسیقی فولکلور آلمانی و ریتم‌های خاص ارف، فضایی منحصر‌به‌فرد ایجاد می‌کند. موسیقی آن شامل ملودی‌های ساده و تکرارشونده است که با ضرب‌آهنگ‌های قوی همراه می‌شود. این سبک، امضای موسیقایی ارف محسوب می‌شود و در آثار دیگر او مانند کارمینا بورانا نیز دیده می‌شود.

### شخصیت‌ها و نقش‌ها
در این اپرا، شخصیت‌های اصلی شامل پادشاه، دختر کشاورز خردمند، کشاورز، فرمانده زندان و سه ولگرد هستند. این سه ولگرد نقش مهمی در روایت داستان دارند و به عنوان راویان و شخصیت‌های طنزآمیز عمل می‌کنند.

### خلاصه داستان
داستان درباره یک دختر کشاورز خردمند است که پدرش هاون طلایی پیدا می‌کند و آن را نزد پادشاه می‌برد. دختر به او هشدار می‌دهد که پادشاه تصور خواهد کرد دسته هاون نیز وجود دارد و او را به زندان خواهد انداخت. پیش‌بینی دختر درست از آب درمی‌آید و پادشاه پس از شنیدن این ماجرا، او را به قصر فرا می‌خواند. دختر باید سه معما را حل کند تا جان خود را نجات دهد. پس از موفقیت، پادشاه او را به همسری برمی‌گزیند. اما در ادامه، اختلافی میان صاحب الاغ و صاحب قاطر پیش می‌آید که پادشاه به اشتباه قاطر را صاحب کره‌الاغ می‌داند. دختر باهوش با زیرکی، پادشاه را متوجه اشتباهش می‌کند، اما این کار باعث خشم او شده و دستور می‌دهد که دختر قصر را ترک کند. دختر در آخرین شب اقامتش، پادشاه را مخفیانه در صندوقی قرار می‌دهد و با خود می‌برد. در پایان، پادشاه متوجه هوش و درایت او شده و دوباره او را به عنوان ملکه می‌پذیرد.

### اجراهای برجسته
این اپرا در طول سال‌ها بارها اجرا شده است. یکی از اجراهای مهم آن در دانشگاه تورنتو در سال ۱۹۶۶ برگزار شد، که در آن سه ولگردنقش مهمی در روایت داستان داشتند.

### تأثیر و میراث
دختر باهوش یکی از آثار مهم کارل ارف محسوب می‌شود که نشان‌دهنده علاقه او به قصه‌های فولکلور و ساختارهای موسیقایی ساده اما تأثیرگذار است. این اپرا اغلب همراه با اثر دیگر او، ماه (Der Mond) اجرا می‌شود. 